# Biens publics à l'échelle mondiale
 (juin 2020).
Si vous disposez d'ouvrages ou d'articles de référence ou si vous connaissez des sites web de qualité traitant du thème abordé ici, merci de compléter l'article en donnant les références utiles à sa vérifiabilité et en les liant à la section « Notes et références ».
Biens publics à l’échelle mondiale, BPEM était une association française créée à la suite d'un colloque organisé à l'Assemblée nationale par l'association Survie en 1999, intitulé « Réinventer la solidarité internationale » et dont le sous-titre était : De «l’aide» aux «biens publics à l’échelle mondiale».
L’idée des biens publics globaux a été inventée par le PNUD (Programme des Nations unies pour le Développement) en 1999 (traduction de l'anglais Global Public Goods).
L'association défendait une vision écologique et humaniste, reposant sur le fait que les prélèvements actuels sur les ressources naturelles ne permettent pas un développement soutenable et posent la question de la survie des prochaines générations. Elle se préoccupe notamment des pays pauvres, dont les ressources naturelles sont parfois exploitées sans beaucoup de considération par les grandes multinationales. François-Xavier Verschave, spécialiste de la politique française en Afrique (notamment les réseaux pétroliers) fut un initiateur de cette association.
Comme le mouvement altermondialiste, elle défendait la création d’un impôt mondial, prélevé par exemple sur les transactions financières (Taxe Tobin), par des taxes à la pollution (Bourse du carbone voir: Droit à polluer), ou par des taxes sur le transport aérien. Le principe d'une taxe sur le transport aérien a été repris par Jacques Chirac, président de la République Française, et proposé en projet de loi.
Colloques organisés par BPEM :
- La santé comme bien public, du local au mondial le 8 novembre 2003
- Criminalité financière contre bien public mondial  le 29 novembre 2001

BPEM a publié plusieurs ouvrages et articles que l'on trouve sur son site internet :
- Site internet de BPEM

## Film
- Le Bien Commun, l'assaut final, réalisé par Carole Poliquin.